# Eodorcadion sinicum
Eodorcadion sinicum är en skalbaggsart som beskrevs av Stefan von Breuning 1948. Eodorcadion sinicum ingår i släktet Eodorcadion och familjen långhorningar. Inga underarter finns listade i Catalogue of Life.